# Liberty Triangle
Liberty Triangle est une census-designated place du comté de Marion, dans l'État de Floride, aux États-Unis,. En 2020, elle compte une population de 23 759 habitants.